# Domingo Massaro
Domingo Massaro Conley (* 28. August 1927 in Iquique; † 6. März 2025) war ein chilenischer Fußballspieler und -schiedsrichter. Der Mittelfeldspieler nahm mit der chilenischen Nationalmannschaft an den Olympischen Sommerspielen 1952 in Helsinki teil.

## Karriere

### Verein
Domingo Massaro spielte bis 1952 in seiner Heimatstadt bei Sportivo Italiano. Später lief der Mittelfeldspieler noch für Audax Italiano auf und wurde ab 1960 FIFA-Fußballschiedsrichter. Größere Bekanntheit erlangte er, als er das Finalrückspiel der Copa Libertadores 1968 zwischen Palmeiras São Paulo und Estudiantes de La Plata leitete sowie das Rückspiel des Weltpokals 1969 zwischen La Plata und dem AC Mailand. Beim Weltpokalfinale stellte er drei Spieler des argentinischen Klubs vom Platz und auch nach dem Spiel attackierten die Argentinier die Italiener. Das später als Massaker von La Bombonera bekannte Spiel zog zudem einige Sperren wie für Torwart Alberto José Poletti oder Eduardo Luján Manera nach sich.
Nach seiner Karriere als Schiedsrichter arbeitete er in der chilenischen Kaufhauskette Falabella.

### Nationalmannschaft
Domingo Massaro wurde für die Olympischen Sommerspiele 1952 in Helsinki nominiert. In der Vorrunde gegen Ägypten verlor die La Roja jedoch die Partie mit 4:5.
Bereits im Jahr zuvor hatte der Mittelfeldspieler an den Panamerikanischen Spielen teilgenommen und mit der La Roja die Bronzemedaille gewonnen.

## Erfolge
Chile B
- Bronzemedaille bei den Panamerikanischen Spielen: 1951